# Snorkel

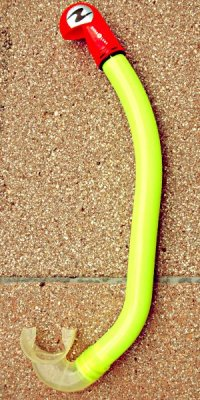
een snorkel

Een snorkel is een buis waarmee een voertuig dat lucht nodig heeft voor zijn werking of een persoon van lucht wordt voorzien terwijl die zich tot dusdanig in een vloeistof bevindt dat die zonder de snorkel van lucht onthouden zou zijn. Voor personen zijn er snorkels van ongeveer 2 cm dik en 40 cm lang waaraan een mondstuk is bevestigd.
Met een snorkel kan men onder water ademen. De sport (of hobby) die ermee wordt beoefend heet snorkelen.
Vaak wordt een snorkel gebruikt in combinatie met een duikbril. Men kan dan met het gezicht naar beneden kijken in het water en in- en uitademen door de snorkel.
Door onder het wateroppervlak te duiken of door golfslag kan de snorkel vol water lopen. Moderne snorkels kunnen zijn voorzien van een waterloosventiel om dit water af te voeren of een spatwater kapje (een zogenaamde splashguard) om instromend water te beperken.

## Beperkte diepte
Een snorkel heeft een beperkte lengte in verband met de waterdruk.
De lucht aan het wateroppervlak heeft een druk van 1 bar, dat is benaderd 1 kgf/cm2.
Dat is ook de druk van de lucht in de longen.
Op een diepte van 1 meter is de waterdruk al 1,1 bar.
Dat lijkt een klein verschil, maar het betekent dat er op de buitenkant van de borstkas een overdruk heerst van 0,1 bar, dat is 100 gf/cm2.
Neemt men aan dat de borst een oppervlakte heeft van 600 cm², dan drukt er dus een kracht van 60 kgf op de borstkas.
Men stelle zich voor dat men moet ademhalen, liggend op de grond, met een gewicht van 60 kg op de borst.
Om deze reden is het met een snorkel niet mogelijk op grote diepte te ademen.

## Onderzeeërs en auto's

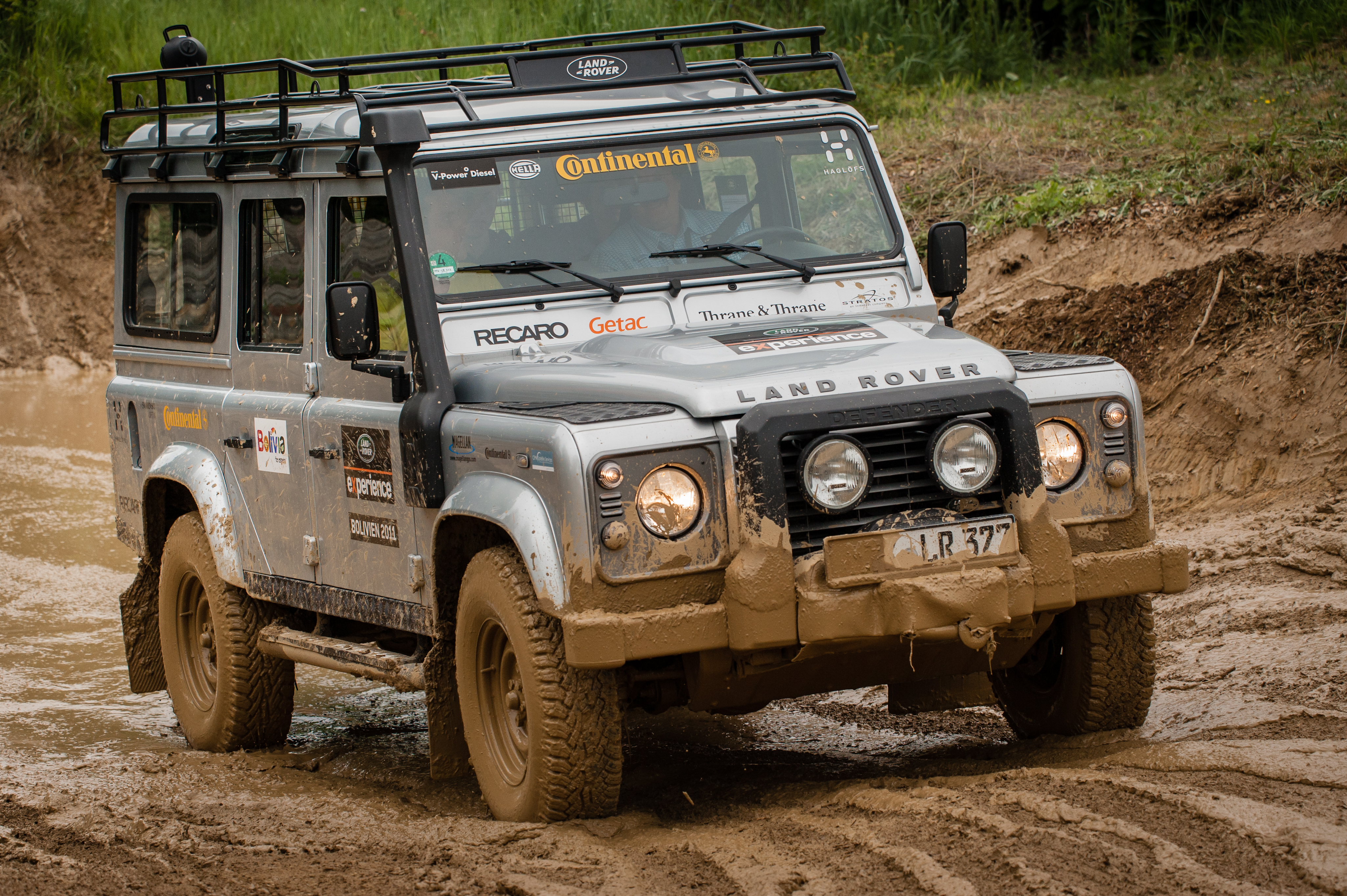
Land Rover Defender met snorkel boven het rechtervoorwiel

Snorkel is in het Engels ook de benaming voor een snuiver, het apparaat waarmee onderzeeërs onder water verse lucht van boven de oppervlakte kunnen halen.
Een snorkel kan ook een op een auto gemonteerde pijp zijn, waardoor de motor lucht kan krijgen bij het rijden door diep water. Het waadvermogen neemt dan toe. Deze snorkels zijn met name terug te vinden bij de Land Rover Defender.